# Thorictodes heydeni
Thorictodes heydeni is een keversoort uit de familie spektorren (Dermestidae). De wetenschappelijke naam van de soort werd in 1875 gepubliceerd door Edmund Reitter.